# عدوى الشوكميبة
عدوى الشوكميبة (بالإنجليزية: Acanthamoeba infection)‏ هي حالة جلدية ناتجة عن الشوكميبة والتي قد تؤدي إلى مختلف الآفات الجلدية.:422:1172 سلالات الشوكميبة يمكن أيضا أن تصيب العينين مما يسبب التهاب القرنية الشوكميبي.